# Község (Mexikó)

Mexikó felosztása községekre

A község (spanyolul: municipio) Mexikó második szintű közigazgatási egysége. Az ország területe 31 szövetségi államra és egy szövetségi kerületre (Mexikóváros) van osztva, a 31 tagállam pedig községekre. A község nem ugyanolyan, mint Magyarországon: léteznek igen kicsi, de vannak rendkívül nagy méretű és nagy lakosságú községek is. A községeken belül minden lakott helység (localidad) külön névvel rendelkezik, akkor is, ha csak egyetlen házból áll.

## A községek és helységek száma
Mexikóban összesen 2441 község létezik, ezekben 192 837 helység található. A legtöbb község Oaxaca államban van, szám szerint 570, a legkevesebb pedig Alsó-Kalifornia és Déli-Alsó-Kalifornia államokban: mindössze 5-5. A legtöbb helység (20 828) Veracruz államban, a legkevesebb (1235) pedig Colimában található. Némelyik község csak egyetlen helységet tartalmaz, de például Ensenada községben 1709 helységet tartanak nyilván. A községek és helységek számának megoszlása államonként:
| Állam                | Községek | Helységek |
| -------------------- | -------- | --------- |
| Aguascalientes       | 11       | 1989      |
| Alsó-Kalifornia      | 5        | 4547      |
| Campeche             | 11       | 2778      |
| Chiapas              | 118      | 20047     |
| Chihuahua            | 67       | 12257     |
| Coahuila             | 38       | 3825      |
| Colima               | 10       | 1235      |
| Déli-Alsó-Kalifornia | 5        | 2850      |
| Durango              | 39       | 5794      |
| Guanajuato           | 46       | 8995      |
| Guerrero             | 81       | 7289      |
| Hidalgo              | 84       | 4714      |
| Jalisco              | 125      | 10946     |
| México               | 125      | 4844      |
| Michoacán            | 113      | 9427      |
| Morelos              | 33       | 1504      |
| Nayarit              | 20       | 2700      |
| Oaxaca               | 570      | 11636     |
| Puebla               | 217      | 6400      |
| Querétaro            | 18       | 2717      |
| Quintana Roo         | 10       | 1993      |
| San Luis Potosí      | 58       | 6829      |
| Sinaloa              | 18       | 5845      |
| Sonora               | 72       | 7268      |
| Tabasco              | 17       | 2499      |
| Tamaulipas           | 43       | 7344      |
| Tlaxcala             | 60       | 1294      |
| Új-León              | 51       | 5265      |
| Veracruz             | 212      | 20828     |
| Yucatán              | 106      | 2506      |
| Zacatecas            | 58       | 4672      |

## Azonos nevű községek, helységek
Míg például Magyarországon minden településnek különböző neve van, addig Mexikóban számos azonos nevű előfordul. Még a községek között is sok egyforma nevű van, így például Benito Juárez és Ocampo nevű községekből összesen 6-6 létezik, de 5-öt találunk Mexikó térképén Emiliano Zapata, Hidalgo, Juárez, Morelos és Villa Hidalgo nevű községből is. A különböző nevű községek általában különböző államban találhatók, de Oaxacában az a különlegesség is előfordul, hogy egy államon belül két San Juan Mixtepec és két San Pedro Mixtepec nevű községet hoztak létre! Ezek viszont legalább különböző körzetekben (lásd később) találhatók.
Természetesen a csaknem 200 000 helység között sokkal több azonos nevű fordul elő. Így például San Antonio nevű településből összesen 660-at találhatunk (és még 142 olyat, aminek több neve van, és a több név közül az egyik San Antonio), La Esperanza nevűből 602 létezik (és még 88 olyan, aminek a több neve közül ez az egyik), emellett 572 + 124 darab San José, 525 + 137 San Isidro és 468 + 121 San Francisco is felbukkan Mexikó térképén. Több mint 300 létezik még Rancho Nuevo, El Porvenir, Buenavista, Santa Rosa, El Paraíso, San Miguel, El Mirador, Santa Cruz, La Soledad, El Ranchito és Ojo de Agua nevűekből is.
A települések közötti tájékozódást az is igen megnehezíti, hogy még egy községen belül is fordulhatnak elő azonos nevű települések. Különösen Chiapas államra jellemző ez a jelenség: itt Ocosingo községben nem kevesebb mint 18 Guadalupe nevű helység lelhető fel, de ugyancsak 18 létezik El Recuerdo nevű faluból is a szintén Chiapas-beli Villa Corzo községben.

## Mexikóváros felosztása

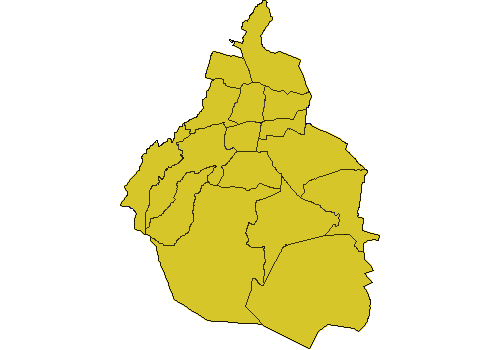
Mexikóváros kerületei

Mexikóvárost, a szövetségi kerületet nem községekre, hanem 16 kerületre (delegación) osztották, itt további 547 helység található. A belső kerületek önállóan alkotnak egy-egy helységet, de a külterületeken egy kerületben sok helység is lehet, a legtöbb például Milpa Altában: összesen 225.

## Régiók és körzetek
Amelyik államban sok (kb. 100-nál több) község van, azokat régiókra (región) osztották, sőt, Oaxacában, ahol 570 község helyezkedik el, még a régiókat is tovább osztották körzetekre (distrito). Azonban ez a felosztás csak statisztikai jellegű, a régióknak és körzeteknek nincs külön irányító testületük.

## A községek vezetése
Minden községet egyetlen testület (ayuntamiento) irányít a községközpontból (cabecera), élén a községi elnökkel (presidente municipal). A község vezetése független az állam kormányzatától, nem alárendeltje annak. A községi elnököt a lakosság közvetlenül választja a legtöbb államban 3 évente, de 2006-ban Coahuila államban áttértek a 4 évenkénti választásra, 2012-ben pedig Veracruzban is bevezették ezt.

## A községek feladatai
A község vezetése felel a vízellátásért, a csatornarendszerért, a közvilágításért, a közbiztonságért, a helyi közlekedésért, a temetőkért és a parkokért, emellett az állam kormányzatával együttműködve közreműködhet az oktatás, az egészségügy, a környezetvédelem és az épített örökség védelmének területén.

## A legkisebb és legnagyobb községek
A listák az Instituto Nacional para el Federalismo y el Desarrollo Municipal 2010-es adatbázisa alapján készültek, csak a községeket tartalmazzák, tehát a szövetségi kerület részeit nem.

### A legnagyobb területűek
| Község           | Állam                | Terület (km²) |
| ---------------- | -------------------- | ------------- |
| Ensenada         | Alsó-Kalifornia      | 53 138,79     |
| Mulegé           | Déli-Alsó-Kalifornia | 32 058,14     |
| Ocampo           | Coahuila             | 26 024,40     |
| Comondú          | Déli-Alsó-Kalifornia | 18 331,49     |
| Hermosillo       | Sonora               | 16 955,14     |
| Ahumada          | Chihuahua            | 16 910,05     |
| Othón P. Blanco* | Quintana Roo         | 15 955,27     |
| La Paz           | Déli-Alsó-Kalifornia | 15 833,13     |
| Mexicali         | Alsó-Kalifornia      | 15 653,41     |
| Calakmul         | Campeche             | 13 987,47     |

*Othón P. Blanco községből 2011-ben levált Bacalar község, de még nincs adat az új területéről.

### A legkisebb területűek
| Község               | Állam  | Terület (km²) |
| -------------------- | ------ | ------------- |
| Natividad            | Oaxaca | 2,21          |
| Santa Cruz Amilpas   | Oaxaca | 2,27          |
| Santa Inés Yatzeche  | Oaxaca | 2,41          |
| San Pedro Cajonos    | Oaxaca | 2,83          |
| Animas Trujano       | Oaxaca | 3,02          |
| Papalotla            | México | 3,17          |
| Rafael Lara Grajales | Puebla | 4,11          |
| San Jacinto Amilpas  | Oaxaca | 4,16          |
| Asunción Ocotlán     | Oaxaca | 4,28          |
| Guadalupe Etla       | Oaxaca | 4,28          |

### A legnagyobb lakosságúak (2010)
| Község              | Állam           | Lakosság (2010) |
| ------------------- | --------------- | --------------- |
| Ecatepec de Morelos | México          | 1 656 107       |
| Tijuana             | Alsó-Kalifornia | 1 559 683       |
| Puebla              | Puebla          | 1 539 819       |
| Guadalajara         | Jalisco         | 1 495 189       |
| León                | Guanajuato      | 1 436 480       |
| Juárez              | Chihuahua       | 1 332 131       |
| Zapopan             | Jalisco         | 1 243 756       |
| Monterrey           | Új-León         | 1 135 550       |
| Nezahualcóyotl      | México          | 1 110 565       |
| Mexicali            | Alsó-Kalifornia | 936 826         |

### A legkisebb lakosságúak (2010)
| Község                    | Állam  | Lakosság (2010) |
| ------------------------- | ------ | --------------- |
| Santa Magdalena Jicotlán  | Oaxaca | 93              |
| Santiago Tepetlapa        | Oaxaca | 131             |
| Santo Domingo Tlatayápam  | Oaxaca | 153             |
| Santiago Nejapilla        | Oaxaca | 219             |
| San Pedro Yucunama        | Oaxaca | 232             |
| San Mateo Tlapiltepec     | Oaxaca | 234             |
| La Trinidad Vista Hermosa | Oaxaca | 249             |
| Santa María Tataltepec    | Oaxaca | 253             |
| Santo Domingo Tonaltepec  | Oaxaca | 276             |
| San Miguel del Río        | Oaxaca | 294             |

### A legnagyobb népsűrűségűek
| Község                      | Állam   | Népsűrűség (fő/km²) |
| --------------------------- | ------- | ------------------- |
| Nezahualcóyotl              | México  | 17 555,6            |
| Chimalhuacán                | México  | 14 099,4            |
| Ecatepec de Morelos         | México  | 10 385,7            |
| Guadalajara                 | Jalisco | 9890,1              |
| Tlalnepantla de Baz         | México  | 8605,1              |
| Coacalco de Berriozábal     | México  | 7924,3              |
| Valle de Chalco Solidaridad | México  | 7673,1              |
| Tultitlán                   | México  | 7559,1              |
| San Nicolás de los Garza    | Új-León | 7367,0              |
| La Paz                      | México  | 6924,3              |

### A legkisebb népsűrűségűek
| Község           | Állam     | Népsűrűség (fő/km²) |
| ---------------- | --------- | ------------------- |
| Coyame del Sotol | Chihuahua | 0,14                |
| Manuel Benavides | Chihuahua | 0,32                |
| La Colorada      | Sonora    | 0,40                |
| Ocampo           | Coahuila  | 0,42                |
| Oquitoa          | Sonora    | 0,48                |
| Trincheras       | Sonora    | 0,57                |
| Cucurpe          | Sonora    | 0,61                |
| Juárez           | Coahuila  | 0,65                |
| Ahumada          | Chihuahua | 0,68                |
| Bacanora         | Sonora    | 0,69                |